# Okuni
Pour les articles homonymes, voir Izumo no Okuni et Okuni (homonymie).
Okuni ou Izumo no Okuni (出雲阿国)  (1572?-1613) est considérée comme la fondatrice du théâtre de kabuki.

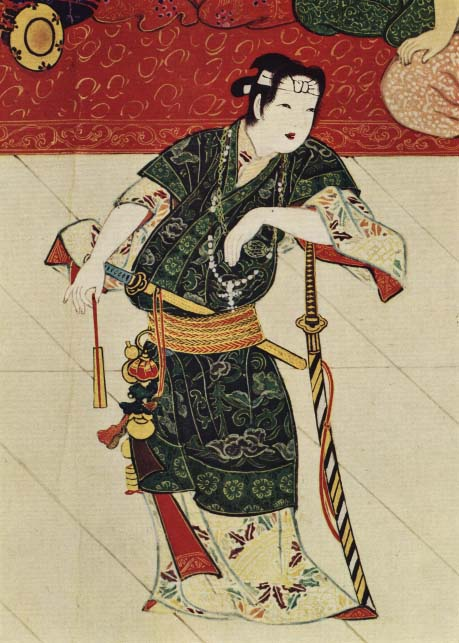
Actrice en costume de samouraï chrétien ; il s'agit peut-être d'Okuni.

Elle inventa un nouveau style de danse à Kyōto où elle acquit le statut d'une véritable vedette. Elle était réputée pour ses interprétations de l'un et de l'autre sexe, en particulier ses rôles de samouraï et de prêtres chrétiens.

## Les premières années
La légende d'Okuni en fait la fille de Nakamura Sanemon (中村三右衛門), forgeron à Matsue. Plusieurs membres de sa famille servent dans le Sanctuaire d'Izumo où elle devient miko à son tour, avant de partir en tournée à l'ère Bunroku (1592-1596) afin de recueillir des fonds pour le temple, selon une coutume de l'époque. Rappelée ultérieurement à Izumo, elle aurait refusé de rentrer, tout en continuant d'envoyer de l'argent. On a en fait peu d'informations sur sa vie car elle est connue essentiellement par des mentions dans les journaux tenus par des membres de la noblesse, parlant des spectacles et artistes de Kyoto. Sa date de naissance est basée sur une source difficilement interprétable. Un seul document la présente comme une miko. Elle semble être arrivée très jeune à la capitale car elle apparait tout d'abord en exécutante de yayako odori (ややこ踊り), « danse de bébé » ou « danse de petite fille ».

## La fondation du Kabuki
Après ces débuts classiques pour une jeune danseuse, elle se distingue par un style innovateur, allusif ou franchement érotique, comme son interprétation du nembutsu odori (念仏踊り), à l'origine danse religieuse en l'honneur du Bouddha Amida, qu'elle exécute de manière sensuelle, incarnant un jeune homme qui prie le bouddha après la fin d'une relation amoureuse évoquée dans la chorégraphie. Elle connaît un grand succès et suscite des imitatrices. 
C'est en 1603 qu'au temple Tenman-gu (天満宮) de Kitano (北野) elle fait sa première apparition costumée en kabuki-mono (jeune désœuvré, de kabuku, « pencher d'un côté » et mono, « jeune personne » ), flirtant avec une serveuse de maison de thé, un genre de scène nommé chaya asobi (茶屋遊び), « jeu de maison de thé ». Selon certains, elle a déjà à cette époque fondé un théâtre sur les rives de la Shijogawa (actuelle Kamo) où elle forme une troupe de marginaux, les kabukimonos
L'actuelle étymologie officielle de kabuki, « danse-chant-technique », serait donc selon certains une réinterprétation a posteriori du terme. Les premières représentations sont composées de chants et danses sans intrigue significative, souvent décriées parce que clinquantes et cacophoniques, mais aussi vantées pour leur couleur et leur beauté. La tradition attribue à Sanzaburo Ujisato (名古屋山三郎), son soutien financier et probablement amant, l'élaboration de scénarios et la transformation de la danse en art dramatique complet. 
En réalité, rien n'est certain en ce qui concerne les débuts du kabuki. Ce qui est sûr, c'est que des éléments dramatiques sont rapidement intégrés à la musique et à la danse et que le genre se répand dans l'ensemble du Japon, en commençant par les bordels qui distraient ainsi les clients riches, recrutant des prostituées ayant des dons d'actrice et de chanteuse. Après la Mort d'Okuni, qui jouait volontiers des personnages masculins, en raison de l'implication du monde de la prostitution dans le kabuki, le shogun Tokugawa Ieyasu défend aux femmes de participer à ce genre de spectacle, interdiction qui durera jusqu'au XXe siècle.

## Disparition
Sa dernière représentation a lieu en 1607 ou en 1612. Une source la fait mourir en 1613, mais une autre mentionnant la date improbable de 1658, certains proposent qu'une autre Okuni l'ait remplacée. On ignore l'emplacement de sa tombe ; deux traditions coexistent : l'une la fait se retirer comme nonne à Izumo et situe sa sépulture près du sanctuaire, l'autre prétend qu'elle fut inhumée au Kōtō-in (高桐院) du Daitoku-ji.
En 2003, une statue fut érigée en son honneur dans les parages du quartier Pontochō (先斗町) à Kyōto.

## Impact culturel
En plus de la fondation du kabuki, Okuni a particulièrement contribué au théâtre japonais en général. On lui attribue le principe du hanamichi (chemin des fleurs), une passerelle partant du fond de la salle, traversant le public jusqu'au plateau, pour permettre aux acteurs des entrées en scène spectaculaires. Ce système a été incorporé dans plusieurs arts dramatiques japonais.

### Culture populaire
- Elle est le personnage principal d'un roman de Sawako Ariyoshi adapté en télédrame par NHK (2006) ; son rôle y est tenu par Rei Kikukawa (菊川怜).
- Elle apparaît dans des jeux vidéo (Samurai Warriors, Onimusha Tactics, Warriors Orochi, et marginalement Ōkami, sous la forme d'une petite fille).
- Elle est un personnage du manga et anime Samurai Deeper Kyo.